# ハリー・オリヴィエ・バイデン
ハリー・K・オリヴィエ・バイデン（Hallie K. Olivere Biden, 1973年7月6日 - ）は、アメリカ合衆国のスクールカウンセラー、非営利団体役員である。彼女はデラウェア州ウィルミントンのタットナル・スクールとクレイモントのアーキメア・アカデミーでスクールカウンセラーとして働いていた。2002年に後の第46代アメリカ合衆国大統領のジョー・バイデンとその先妻ネイリア・ハンター・バイデンの長男ボー・バイデンと結婚した。夫がデラウェア州司法長官を務めている間はウィルミントンに在住していた。2015年に夫が膠芽腫で亡くなると彼女はボー・バイデン児童保護財団の理事長に就任した。2016年から2019年にかけて亡くなった夫ボーの弟のハンター・バイデンとの恋愛関係がメディアでの注目を浴びた。

## 生い立ちと教育
彼女は1973年7月6日にデラウェア州グリーンビルでルイス・ロナルド・"ロン"・オリヴィエとジョーン・バーガー（Joan Berger）のあいだに生まれた。ジョー・バイデンの幼馴染みであった母ジョーンはクリーニング店を経営していた。彼女はユダヤ系であった。彼女はデラウェア州ウィルミントン近郊の私立大学進学予備校のタットナル・スクールで教育を受けた。

## キャリア
彼女は母校のタットナル・スクールで入学カウンセラー、アーキメア・アカデミーでガイダンス・カウンセラーとして働いた。夫ボーの死後はボー・バイデン児童保護財団の理事長を務めている。

## 私生活

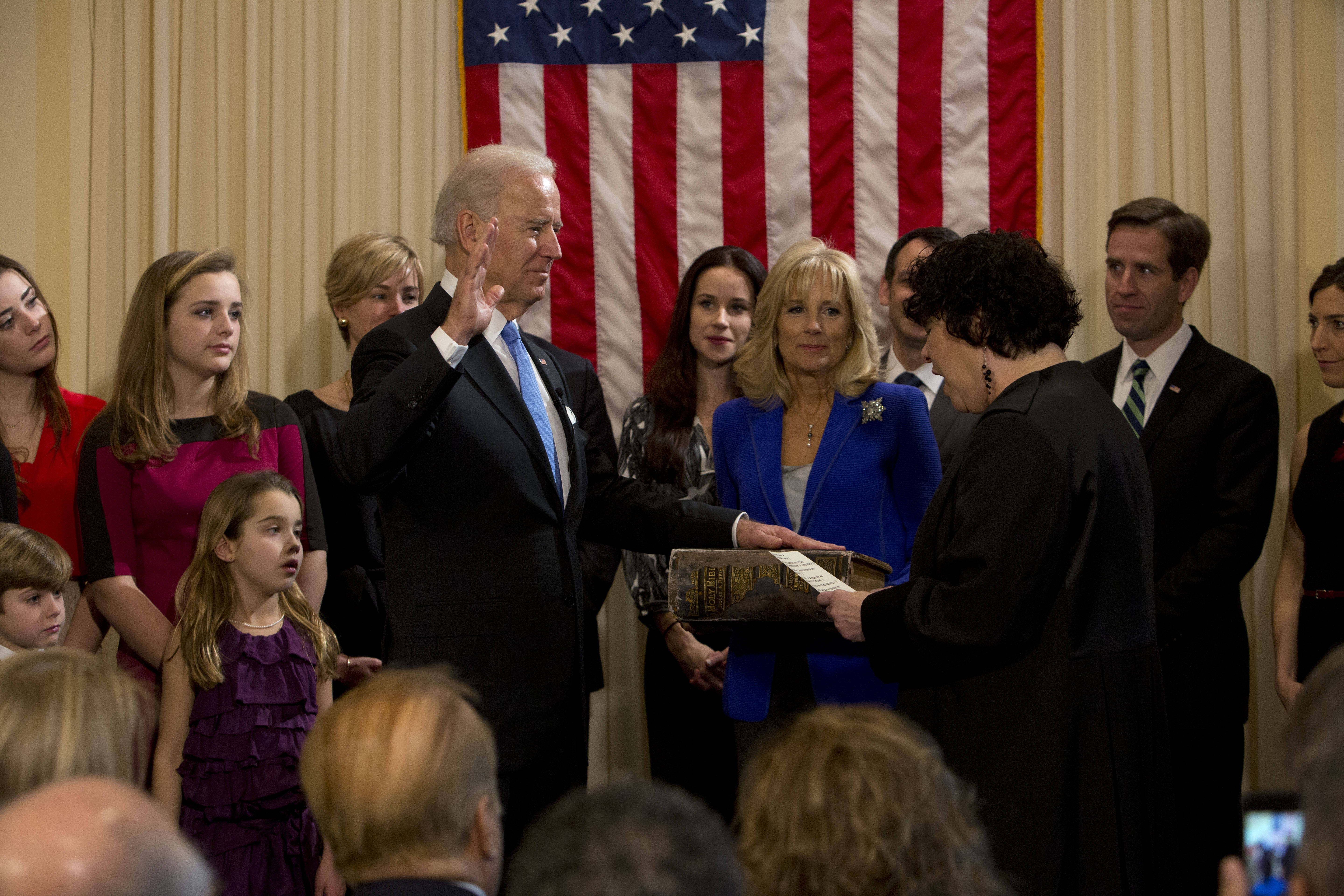
義父ジョー・バイデンの副大統領就任宣誓の際のバイデン（最右、2013年）

1998年、ペンシルベニア州東部地区連邦検事局連邦地方検事局で連邦検察官として働いていた幼馴染みのジョセフ・ロビネット・"ボー"・バイデン3世との交際を開始した。2人はナンタケットで行われた家族の感謝祭の祝いの際に婚約し、2002年に結婚した。2人のあいだには娘のナタリー・ナオミ・バイデン（Natalie Naomi Biden, 2004年生）と息子のロバート・ハンター・バイデン2世（Robert Hunter Biden II, 2006年）が生まれた。ボーがデラウェア州司法長官を務めている間、一家はデラウェア州ウィルミントンに住んでいた。
夫のボーは2015年に膠芽腫で亡くなった。彼女は夫の死後もバイデン家の面々との親密な関係を保ち、義父に2016年大統領選挙への出馬を勧め、2020年大統領選挙運動の立ち上げ前にも相談し、またブランディワインの聖ヨセフ教会のミサにも一家で出席した。2016年、彼女は当時妻のキャスリーン・ビュールと別居中だった義兄のハンター・バイデンとの交際を開始した。彼女とハンターは子供たちと共にメリーランド州アナポリスに引っ越した。2019年に両者は関係を解消した。2019年3月、彼女は2人の子供の2018-2019年度の授業料5万5740ドルを支払わなかったとしてキー・スクールから訴えを起こされた。
2022年8月、彼女になりすましたTwitterアカウントが「トランプ大統領は選挙に勝利しており、私の家族全員がそれをわかっている」とつぶやいた。彼女の広報担当はこのアカウントは偽者であり、本人によるものではないと発表した。